# Каспийское товарищество
Нефтепромышленное и торговое общество под фирмою «Каспийское товарищество» — нефтедобывающее товарищество в Российской империи периода конца XIX — начала XX века.

## История
Товарищество с основным капиталом в 10 млн. рублей зарегистрировано в 1886 году в Баку братьями Павлом (Погосом), Акопом, Аршаком и Абрамом Гукасовыми (Гукасян).
Как указано в Высочайше утверждённом 8 сентября 1886 года Уставе компании, главной целью деятельности Каспийского товарищества является «содержание и развитие действий керосинового завода близ Баку, у Каспийского моря, и нефтяных промыслов, находящихся на Балахано-Сабучинской даче, а также торговлей русской нефтью и продуктами из оной».
Управляющим «Каспийского товарищества» стал старший из братьев Гукасовых, Павел Осипович Гукасов, который в 1887 году участвовал в преобразовании товарищества в акционерное общество, став его директором, а с 1889 года - председателем правления.
В 1891 году товарищество добыло 22,4076 млн пудов нефти, или 7,7% от общей нефтедобычи на Апшеронском полуострове. Этот уровень сохранялся ежегодно на протяжении последующего десятилетия.
В 1900 году Каспийское товарищество располагало 60 буровыми скважинами на территории Бакинского нефтегазоносного района, 82 паровыми машинами, 23 буровыми станками; добыло 37,616 млн пудов нефти, или 6,2% от всей нефтедобычи на полуострове.
Для транспортировки нефти с промыслов на заводе использовалось два нефтепровода. Каспийское товарищество имело две собственные пристани на Бакинском рейде, паровой баркас и четыре нефтеналивные баржи.
В 1902 году «Каспийское товарищество» и «А. И. Манташев и К°» создали в Великобритании совместную фирму «Хоумлайт ойл К°», которая установила партнерские отношения с английской компанией «Бритиш петролеум».
Общая численность рабочих Каспийского товарищества на промыслах и на заводе к 1910 году составляла 2 062 чел.
Чистая прибыль за 1912 год составила 2,17 млн. руб.  В том же году «Каспийское товарищество» вошло в состав холдинга Russian General Oil Corporation.
На 1915 год активы общества составляли 46,74 млн. руб., добыча — 11,9 млн. пудов.
За годы своей деятельности вплоть до национализации после установления советской власти форма собственности и размер основного капитала компании неоднократно изменялись.
К началу 1917 года семья Гукасовых (П.О., А.О. и др.) владели 74% данного предприятия.